# Powstanie Hryhorjewa
Powstanie Matwija Hryhorjewa – zbrojne wystąpienie przeciwko władzy bolszewików na Ukrainie w maju 1919 r., jakie objęło obszar między Mikołajowem i Chersoniem, Jekaterynosławiem, Czerkasami, Krzemieńczukiem i Krzywym Rogiem. Jego przywódcą był ataman Matwij Hryhorjew, który skupił wokół siebie partyzanckie oddziały chłopów buntujących się przeciwko rekwizycjom żywności oraz represjom prowadzonym przez Czekę. 8 maja 1919 r. Hryhorjew wydał Uniwersał, w którym wzywał, by „lud ukraiński brał władzę w swoje ręce” i ogłaszał „Ukrainę radziecką bez komunistów”. Do jego wystąpienia przyłączyły się również garnizony Armii Czerwonej w Czerkasach, Wierchniednieprowsku i Jekaterynosławiu oraz oddziały marynarzy z Mikołajowa, Chersonia i Oczakowa. Na obszarze opanowanym przez zwolenników Hryhorjewa doszło do licznych pogromów. Powstanie zostało stłumione pod koniec maja 1919 r. przez jednostki Armii Czerwonej pod dowództwem Klimienta Woroszyłowa, Aleksandra Parchomienki i Pawła Dybienki; chłopskie oddziały w obliczu starć z większymi regularnymi siłami rozpraszały się, poddawały lub przechodziły na stronę przeciwnika.
22 maja Armia Czerwona opanowała centrum buntu – Aleksandrię, zaś w dniach 26-31 maja zajęła na nowo Mikołajów, Oczaków i Chersoń. Hryhorjew, który z resztką zwolenników ukrył się przed pościgiem i dotarł na obszar kontrolowany przez siły Nestora Machny, ogłosił przyłączenie się do jego ruchu. Faktycznie jednak utrzymywał kontakty z białymi wojskami gen. Antona Denikina i rozważał uznanie jego zwierzchnictwa, za co został przez Machnę rozstrzelany. Jego oddziały połączyły się z siłami machnowców.
Powstanie Hryhorjewa doprowadziło do dezintegracji Frontu Ukraińskiego Armii Czerwonej i w znacznej mierze udaremniło plany jej dowództwa w zakresie marszu na Besarabię, przyłączenia tego regionu do państwa radzieckiego, a następnie interwencji na Węgrzech i rozszerzenia rewolucji komunistycznej na Rumunię.

## Tło wydarzeń
W końcu 1918 r. Matwij Hryhorjew był dowódcą sześciotysięcznej Dywizji Włościańskiej, z którą wziął udział w powstaniu przeciwko Hetmanatowi, po stronie Dyrektoriatu. Formalnie dywizja podlegała Południowej Grupie Armii Czynnej Ukraińskiej Republiki Ludowej, faktycznie jednak kontrola dowództwa wojsk URL nad nią była jedynie częściowa. W styczniu 1919 r., gdy na Ukrainę wkroczyła Armia Czerwona, Hryhorjew uznał, iż Dyrektoriat skazany jest na klęskę i postanowił przejść na stronę zwycięskich bolszewików. Drugą przyczyną, która skłoniła go do zmiany frontu, był fakt, iż Symon Petlura nie pozwolił mu zaatakować francuskich sił interwencyjnych lądujących w Odessie.

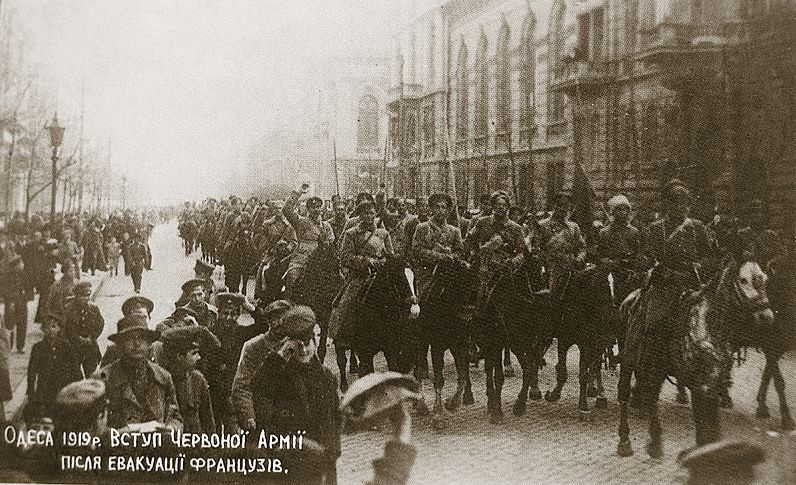
Kawaleria Hryhorjewa wkracza do Odessy, 6 kwietnia 1919 r.

2 lutego 1919 r. Hryhorjew uznał zwierzchność dowództwa Armii Czerwonej na Ukrainie. Dowodzone przez niego oddziały, pod nazwą 1 Brygady Zadnieprzańskiej jeszcze w tym miesiącu wyparły siły wierne Dyrektoriatowi z Krzywego Rogu, Znamianki, stacji Bobrinskiej i Jelizawietgradu, zmuszając je do odejścia na Podole i Wołyń. Następnie na początku marca 1919 r. Hryhorjew wyparł francuskie i greckie oddziały interwencyjne z Chersonia, następnie wkroczył do Mikołajowa, gdzie władzę z rąk cofających się oddziałów niemieckich przejęli już miejscowi bolszewicy, i wreszcie 6 kwietnia 1919 r. wkroczył do Odessy, opuszczonej dzień wcześniej przez francuskie oddziały interwencyjne.
Na opanowane przez Hryhorjewa obszary regionu mikołajowskiego, chersońskiego i odeskiego kierowani byli bolszewiccy aktywiści partyjni w celu organizacji struktur władzy, prowadzenia poboru do Armii Czerwonej i rekwizycji żywności (w ramach polityki komunizmu wojennego). Działania te spotykały się z oporem miejscowej ludności, politykę władz Ukraińskiej SRR krytykował także dowodzący Frontem Ukraińskim Armii Czerwonej Władimir Antonow-Owsiejenko, przewidując powszechny bunt przeciwko władzy radzieckiej w regionie. Równocześnie po zdobyciu Odessy Hryhorjew rozpuścił swoje oddziały na trzytygodniowy "odpoczynek", pozwalając żołnierzom wrócić do miejscowości, z których pochodzili, dokonując po drodze rabunków, pogromów i grabieży, zamiast, zgodnie z otrzymanymi rozkazami wesprzeć Nikołaja Chudiakowa w uderzeniu na Tyraspol.
Jeszcze w końcu kwietnia 1919 r. Władimir Antonow-Owsiejenko podjął próbę porozumienia z Hryhorjewem, który dowodził największym zgrupowaniem wojsk na froncie i którego postawa w istocie decydowała o powodzeniu dalszych planów, w tym koncepcji marszu przeciwko wojskom rumuńskim w Besarabii i interwencji na rewolucyjnych Węgrzech. Antonow-Owsiejenko spotkał się z Hryhorjewem w jego kwaterze w Aleksandrii. Ataman skarżył mu się na politykę represji i rekwizycji uderzającą w ukraińskie chłopstwo. Uznając, iż w argumentach Hryhorjewa było wiele racji i obserwując nastroje panujące wśród jego żołnierzy, Antonow-Owsiejenko mimo wszystko postanowił przekonać go do dalszej służby w Armii Czerwonej. Widząc w atamanie ambitnego awanturnika, głównodowodzący Frontem Ukraińskim powierzył mu prestiżową misję marszu na Besarabię, przekonując go, że odniesienie zwycięstw nad Rumunami pozwoli mu przyczynić się do szerzenia rewolucji w Europie i zapewni mu ogromną osobistą sławę. 23 kwietnia Hryhorjew zgodził się wykonać te rozkazy.

## Wystąpienie Hryhorjewa
Po zajęciu Odessy i pozyskaniu nowych ochotników dywizję włościańską Hryhorjewa przekształcono w 6 ukraińską dywizję radziecką. Ataman miał pod swoją komendą 15 tys. piechoty, trzy szwadrony kawalerii i 44 działa. Ponadto wywiózł z miasta 30 tys. sztuk karabinów, a łącznie zdobył w toku prowadzonych bitew dalsze 300 karabinów maszynowych i 40 dział. Dysponował zatem siłami większymi, niż operujący w najbliższych regionach dowódca 3 Armii Chudiakow (13 863 żołnierzy i oficerów) oraz dowódca 2 Armii Anatolij Skaczko (ok. 10 300 żołnierzy i oficerów).
Ataman nigdy nie przystąpił do wykonywania rozkazów marszu na Besarabię. Natychmiast po odjeździe Antonowa-Owsiejenki z jego kwatery jego żołnierze zajęli się grabieżą, atakami na ludność żydowską i działaczy oraz urzędników komunistycznych. Hryhorjew w pierwszych dniach karał niektóre przypadki takiego zachowania żołnierzy, zapewniał również władze Ukraińskiej SRR i dowództwo Frontu Ukraińskiego o swojej lojalności. Prawdopodobnie nie zdecydował jeszcze wtedy, jakie będzie jego dalsze postępowanie. 29 kwietnia Antonow-Owsiejenko, zaalarmowany raportami o atakach na komunistów w miejscowościach, gdzie znajdowali się żołnierze Hryhorjewa, udał się ponownie do Aleksandrii, wracając z inspekcji w kwaterze Nestora Machny. Wyjeżdżając, dowódca Frontu Ukraińskiego nadal wierzył, że buntowi można zapobiec, chociaż był zaniepokojony nerwowym zachowaniem atamana. Równocześnie w guberni chersońskiej, gdzie znajdowali się żołnierze Hryhorjewa, rozpoczęły się masowe wystąpienia chłopskie skierowane przeciwko przymusowym rekwizycjom żywności i represjom ze strony Czeka.
7 maja bolszewiccy komisarze przebywający w Jelizawietgradzie i przy sztabie Hryhorjewa poinformowali kijowskie i odeskie organizacje partyjne, że ataman zbuntował się przeciwko rządowi USRR. Tego i następnego dnia Hryhorjew wydał Uniwersał, w którym ogłaszał rząd USRR kierowany przez Christiana Rakowskiego rządem awanturników i wzywał, by "lud ukraiński brał władzę w swoje ręce" i ogłaszał "dyktaturę ludu pracującego, władzę rad ludu Ukrainy", "Ukrainę radziecką bez komunistów". Ataman wzywał do organizowania rad wiejskich, powiatowych i gubernialnych, z zastrzeżeniem w każdej 80% miejsc dla Ukraińców, 5% dla Żydów i 15% dla pozostałych, z dopuszczeniem przedstawicieli wszystkich partii oraz osób bezpartyjnych popierających koncepcję władzy radzieckiej. Buntujących się chłopów wzywał do przyłączania się do swojej armii. Sam w rozmowie telegraficznej z Antonowem-Owsiejenką zadeklarował, że identyfikuje się z borotbistami. W Jelizawietgradzie Hryhorjew rozbroił oddział komunistów i zniszczył lokal Komunistycznej Partii (bolszewików) Ukrainy. 9 maja skierował również część swoich oddziałów w kierunku Połtawy (dokąd ostatecznie nigdy nie dotarły) i Jekaterynosławia, a także Mikołajowa i Chersonia, atakując wiele celów równocześnie. W rozmowie telegraficznej z dowódcą Frontu Ukraińskiego zapowiedział ponadto atak na Kijów i Charków.
10 maja rada obrony ukraińskiej USRR ogłosiła Hryhorjewa wyjętym spod prawa i nakazała w razie zatrzymania rozstrzelać jego i jego współpracowników na miejscu.   Dzień później oddziały atamana dotarły do Jekaterynosławia, skąd pośpiesznie wycofały się jednostki Armii Czerwonej, jako że garnizon nieodległego Wierchniednieprowska przeszedł na stronę powstańców. Dowodzący siłami bolszewików w Jekaterynosławiu Anatolij Skaczko spanikował na wieść o nadchodzących buntownikach i wbrew poleceniom Antonowa-Owsiejenki nie podjął nawet próby obrony miasta. 12 maja w samym mieście przeciwko bolszewikom zbuntowały się oddział konny anarchisty Maksiuty oraz pułk czarnomorski dowodzony przez marynarza Orłowa; siły te przejęły kontrolę nad Jekaterynosławiem i wpuściły do miasta oddziały Hryhorjewa. Rozgromiona została miejscowa placówka Czeka i więzienie, oprócz tego powstańcy dokonali pogromu. Dopiero 15 maja oddziały Hryhorjewa zostały wyparte z Jekaterynosławia przez grupę wojsk pod dowództwem Aleksandra Parchomienki, który polecił rozstrzelać co dziesiątego wziętego do niewoli powstańca, a kilka tysięcy uczestników wystąpienia wtrącił do więzienia. Udało im się podnieść nowy bunt, w wyniku którego bolszewickie oddziały jeszcze na kilka dni musiały opuścić miasto.
15 maja zwolennicy Hryhorjewa wszczęli zbrojne powstanie w Białej Cerkwi, 16 maja po jego stronie opowiedzieli się marynarze z Oczakowa oraz nowy komitet wykonawczy rad w Chersoniu, kierowany przez lewicowych eserowców i wsparty przez miejscowy garnizon. Przez kolejne dwa tygodnie Chersoń pozostawał pod kontrolą Hryhorjewa, jako "niezależna republika radziecka". Aby zapobiec podobnemu rozwojowi sytuacji w Odessie, gdzie zwolennicy Hryhorjewa zaczęli się już mobilizować, Nikołaj Chudiakow i Jefim Szczadienko ogłosili w mieście stan wyjątkowy, nie dopuszczając do zbrojnego wystąpienia antybolszewickiego. 16 maja uczestnicy powstania opanowali również Czerkasy, gdzie przez kilka dni dokonywali pogromu Żydów.
20 maja powstańcy opanowali Mikołajów, gdzie żołnierze i marynarze pod dowództwem marynarzy Jewgrafowa i Proskurienki wypędzili z miasta bolszewików, zniszczyli placówkę Czeka i wpuścili do miasta oddziały Hryhorjewa. 20 maja Hryhorjew przez jeden dzień kontrolował również Bracław i Winnicę. Zdobył ponadto pewne poparcie na Podolu, gdzie walkę przeciwko bolszewikom podjęli inni, zainspirowani jego wystąpieniem atamani.

## Stłumienie buntu i śmierć Hryhorjewa

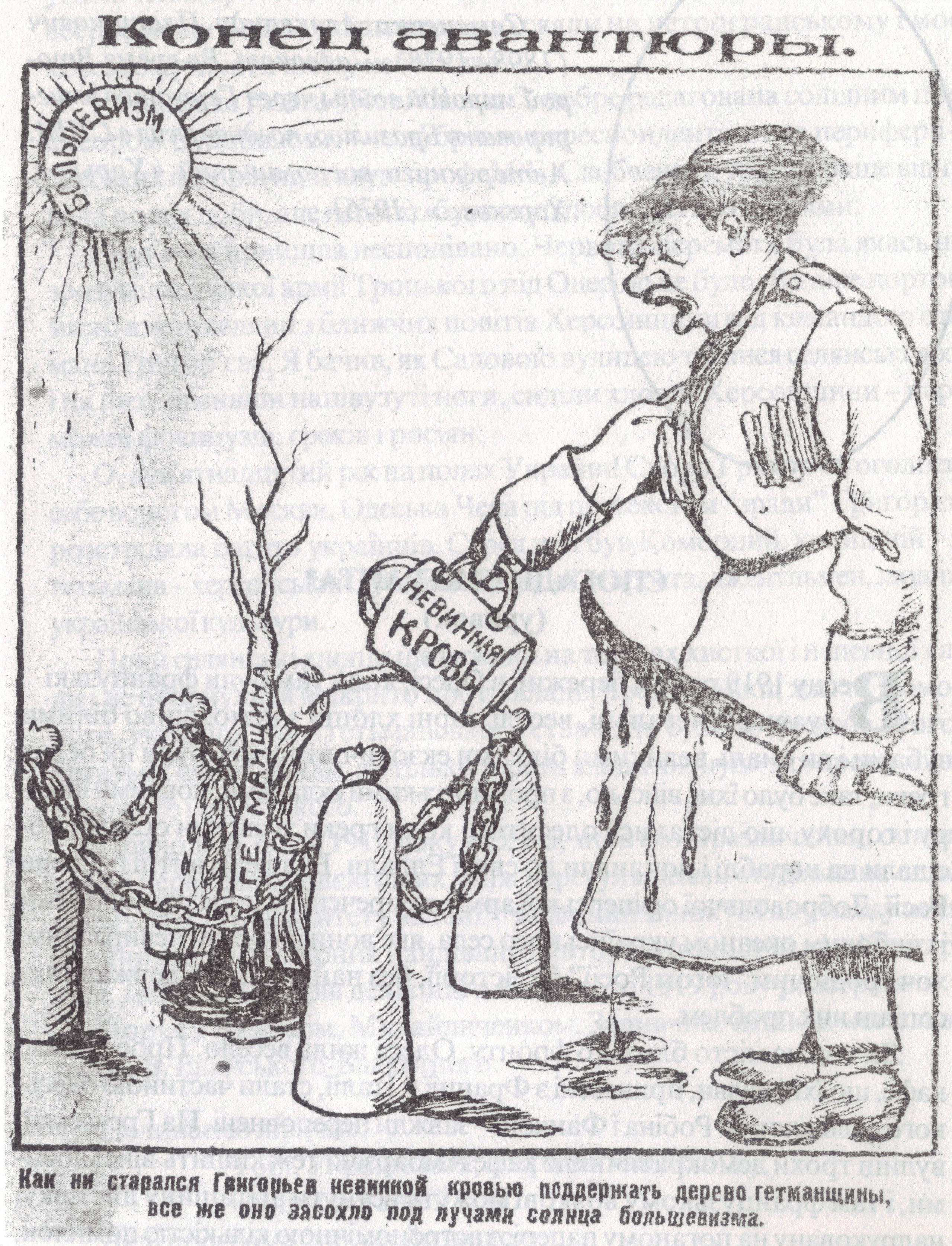
Ataman Hryhorjew podlewa niewinną krwią drzewko swojego hetmaństwa, pod słońcem bolszewizmu – karykatura bolszewicka

Już 12 maja odpowiedzialnym za stłumienie wystąpień antybolszewickich na Ukrainie Lewobrzeżnej mianowany został Klimient Woroszyłow, którego Antonow-Owsiejenko upoważnił do działania na własną rękę, bez oczekiwania na polecenia rządu USRR. Niezależnie od tego Antonow-Owsiejenko polecił wszystkim zgrupowaniom Frontu Ukraińskiego ruszyć przeciwko Hryhorjewowi, by jego siły zostały otoczone: Nikołaj Chudiakow z Odessy został skierowany w stronę Znamienki i Jelizawietgradu, 2 dywizja 1 Armii Ukraińskiej Lengowskiego wkroczyła do Czerkas, zaś zgrupowanie Pawła Dybienki wspierało od południa operujące w rejonie Połtawy i Jekaterynosławia oddziały Parchomienki. Po pierwszych starciach z Armią Czerwoną oddziały Hryhorjewa zaczęły poddawać się, rozpraszać się lub ponownie wracać pod komendę czerwonych. 19 maja grupa wojsk pod dowództwa P. Jegorowa odebrała zwolennikom atamana Krzemieńczuk, zaś dnieprzańska flotylla wojenna ostatecznie wyparła ich z Czerkas.
Pod koniec miesiąca główne siły Hryhorjewa zostały rozbite pod Kamjanką. 22 maja Armia Czerwona opanowała centrum jego ruchu – Aleksandrię, dzień później Znamienkę, zaś w dniach 26-31 maja zajęła na nowo Mikołajów, Oczaków i Chersoń. W Chersoniu zostali wzięci do niewoli i rozstrzelani bliscy współpracownicy Hryhorjewa – Horbenko i Maslenko.
Zwolennicy Hryhorjewa utrzymywali jeszcze przez pewien czas w swoich rękach Borysław, Kachowkę, Nikopol, dokonując napadów na transporty wojskowe idące na Krym oraz wypadów w kierunku Aleksandrii. Z bolszewikami nadal walczyli również, na mniejszą skalę, inni atamani. Niemniej w czerwcu 1919 r. dowództwo Armii Czerwonej przestało traktować atamana jako poważne zagrożenie, jako że pod jego komendą pozostało zaledwie 3 tys. zwolenników. W tym samym miesiącu z Hryhorjewem spotkał się Nestor Machno, proponując wspólną walkę przeciwko zarówno czerwonym, jak i białym. Obaj dowódcy postanowili połączyć siły, jednak ich porozumienie szybko się załamało. Hryhorjew rozważał przejście na stronę białych i podporządkowanie się gen. Denikinowi, co machnowcy uznali za zdradę. Hryhorjew został rozstrzelany, a jego oddziały przyłączone do sił Machny. Natomiast resztki zgrupowania pod dowództwem Jurka Tiutiunnyka przedarły się na Podole, docierając do jednostek Armii Czynnej URL i następnie przyłączając się do nich.
Powstanie Hryhorjewa doprowadziło do dezintegracji Frontu Ukraińskiego Armii Czerwonej i w znacznej mierze udaremniło plany jej dowództwa w zakresie marszu na Besarabię, przyłączenia tego regionu do państwa radzieckiego, a następnie interwencji na Węgrzech i rozszerzenia rewolucji komunistycznej na Rumunię.